# Arapaçu-galinha
O Arapaçu-galinha (nome científico: Dendrexetastes rufigula) é uma espécie de ave da família dos furnariídeos (Furnariidae) e subfamília dos dendrocolaptíneos (Dendrocolaptinae). É monotípico dentro do gênero Dendrexetastes.

## Etimologia
Arapaçu deriva do tupi guirá, "ave", -pa-, "bater", e -açu, "grande". O nome genérico vem do grego antigo dendron, "árvore", e exetastēs, "examinador". O epíteto específico rufigula vem do latim rufus, "vermelho", e gula, "garganta".

## Distribuição e habitat
O arapaçu-galinha pode ser encontrada na Bolívia, Brasil (Acre, Amapá, Amazonas, Mato Grosso, Pará, Rondônia, Roraima), Colômbia, Equador, Guiana Francesa, Guiana, Peru, Suriname e Venezuela. Seus habitats naturais são: florestas subtropicais ou tropicais húmidas de baixa altitude e pântanos subtropicais ou tropicais, onde ocorre a 500 metros de altitude.

## Taxonomia
O arapaçu-galinha é geneticamente mais próximo do arapaçu-de-bico-comprido (Nasica longirostris). Quatro subespécies são reconhecidas:
- D.r. devillei (Lafresnaye, 1850) – oeste da Amazônia
- D.r. rufigula (Lesson, RP, 1844) – leste da Venezuela, Guianas e norte do Brasil
- D.r. moniliger Zimmer, JT, 1934 – centro-oeste do Brasil
- D.r. paraensis Lorenz von Liburnau, L, 1895 (arapaçu-canela-de-belém[7][8]) – nordeste do Brasil ao sul da Amazônia

Uma revisão sistemática de 2016 apontou que possivelmente D. r. moniliger e D. r. paraensis correspondam a uma mesma subespécie.

## Conservação
Em 2018, a União Internacional para a Conservação da Natureza (UICN / IUCN) classificou o arapaçu-rabudo como pouco preocupante em sua Lista Vermelha, considerando sua ampla distribuição. O tamanho da população não foi quantificado, mas acredita-se que não se aproxime dos limites para vulnerável sob o critério de tamanho da população. Apesar do fato de que a tendência populacional parece estar diminuindo, acredita-se que o declínio não seja suficientemente rápido para se aproximar dos limiares para vulnerável sob o critério de tendência populacional (>30% de declínio ao longo de dez anos ou três gerações). Em 2007, a subespécie D. r. paraensis foi classificada como em perigo na Lista de espécies de flora e fauna ameaçadas de extinção do Estado do Pará; em 2018, a espécie foi classificada como pouco preocupante na Lista Vermelha do Livro Vermelho da Fauna Brasileira Ameaçada de Extinção do Instituto Chico Mendes de Conservação da Biodiversidade (ICMBio).